# Ajuga
Ajuga este un gen de plante din familia  Lamiaceae.

## Specii
Cuprinde circa 45 de specii.